# Eugène Laermans (Maler)

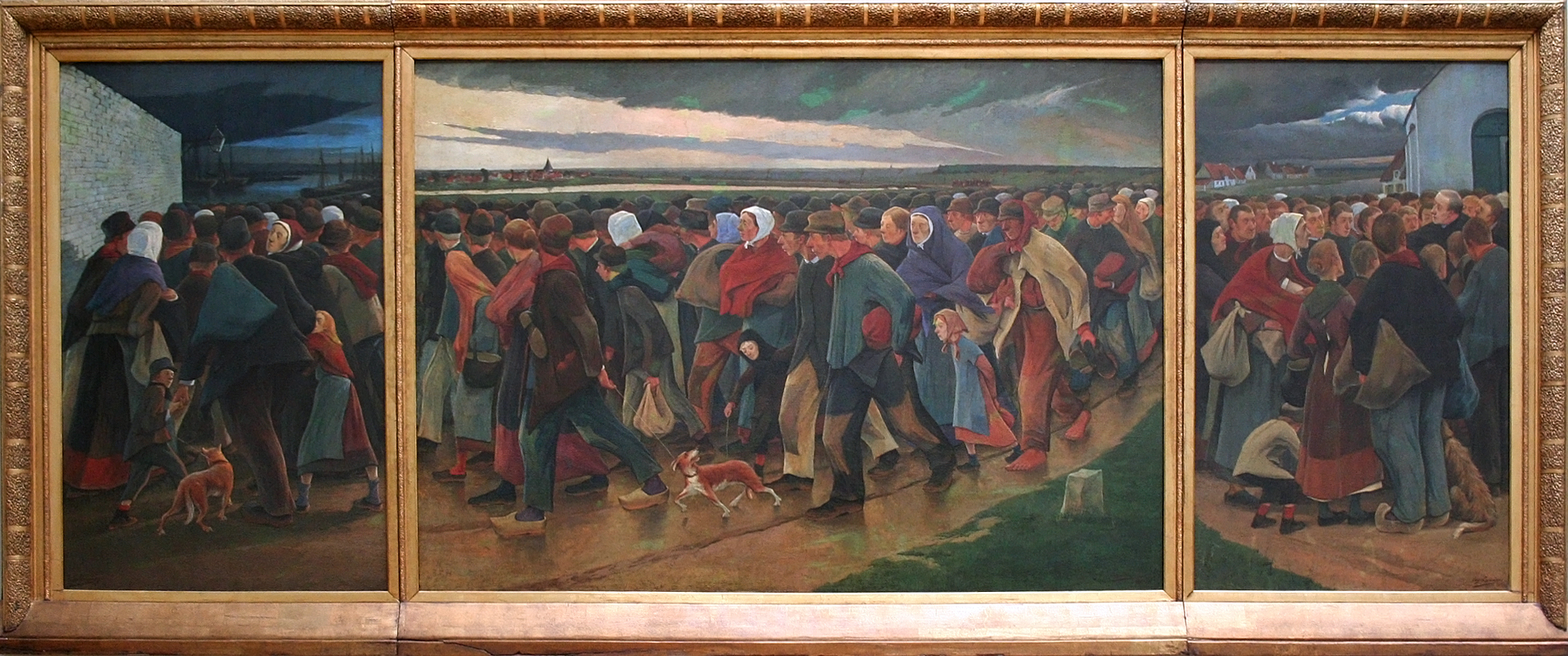
Eugène Laermans: Landverhuizers (Emigranten), 1896. Öl auf Leinwand, 159 × 420 cm. Koninklijk Museum voor Schone Kunsten, Antwerpen.

Eugène Jules Joseph Baron Laermans (* 22. Oktober 1864 in Sint-Jans-Molenbeek; † 22. Februar 1940 in Brüssel) war ein belgischer Maler.

## Leben

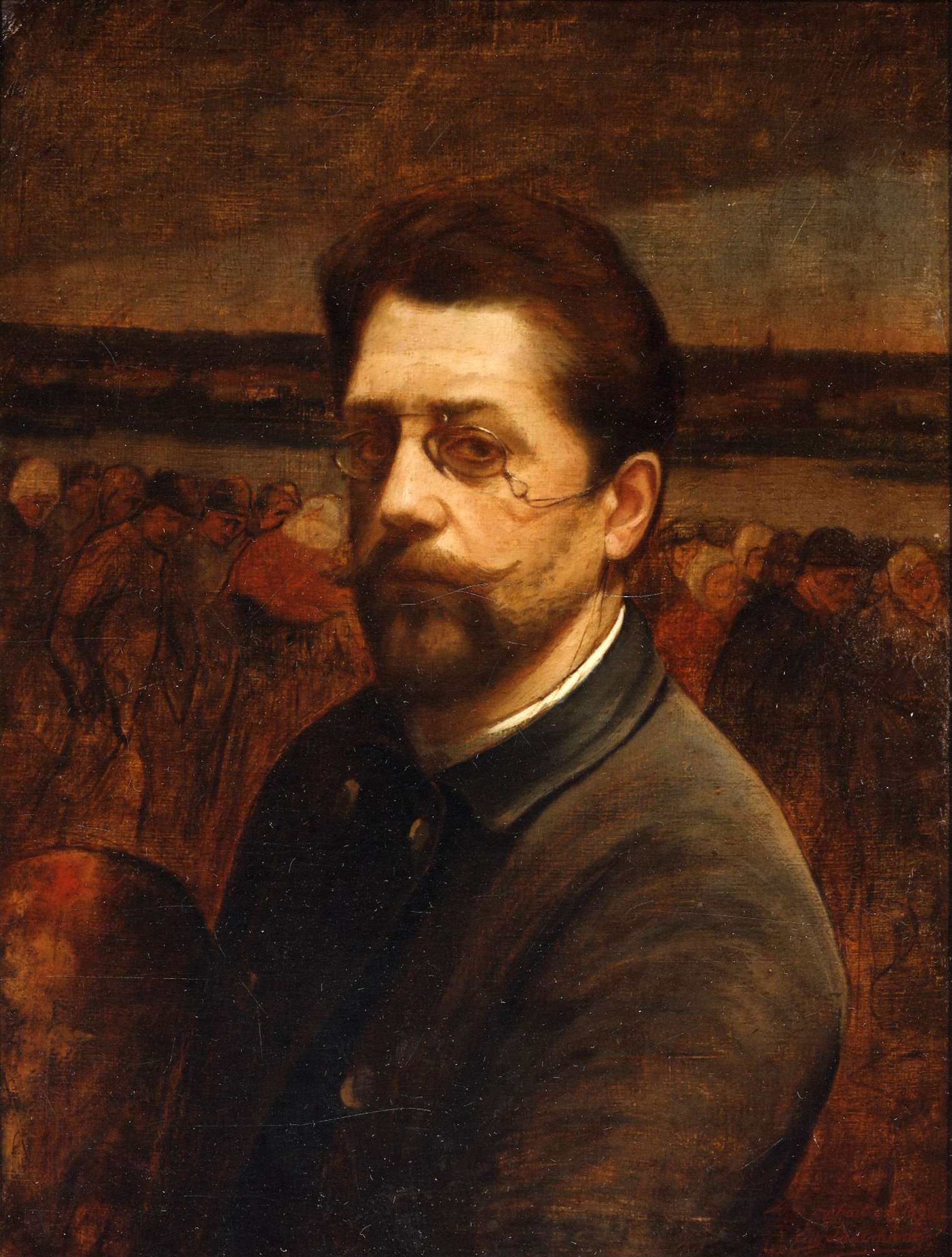
Selbstporträt des Künstlers, 1898

Eugène Laermans wurde am 22. Oktober 1864 als Sohn einer bürgerlichen Familie im industrialisierten Molenbeek-Saint-Jean geboren. Im Alter von elf Jahren erkrankte er an einer Hirnhautentzündung, die ihn taub und fast stumm machte, obwohl einige Quellen behaupten, er sei von Geburt an taub gewesen. Diese Behinderung führte dazu, dass er sich auf seinen Sehsinn konzentrierte und in der Malerei seine Berufung fand. Im Lesen und Zeichnen fand er seine innere Welt. Ab 1876 nahm er Zeichenunterricht an der Akademie in Molenbeek und schrieb sich 1887 an der Académie Royale des Beaux-Arts in Brüssel bei Jean-François Portaels ein.
Eugène Laermans wurde stark von der Kunst von Félicien Rops und der Literatur von Charles Baudelaire beeinflusst. In dieser Phase illustrierte er Baudelaires Les Fleurs du mal und schloss sich der Décadence-Bewegung an. In den 1890er Jahren wandte er sich sozialen Themen zu und entwickelte einen expressiven Stil, der das Leben der Bauern und das Elend der Vorstädte darstellte. 1894 debütierte er im Salon La Libre Esthétique und 1896 illustrierte er das Buch La Nouvelle Carthage von Georges Eekhoud, das ihn zu einem Triptychon inspirierte, das er als sein Meisterwerk betrachtete.

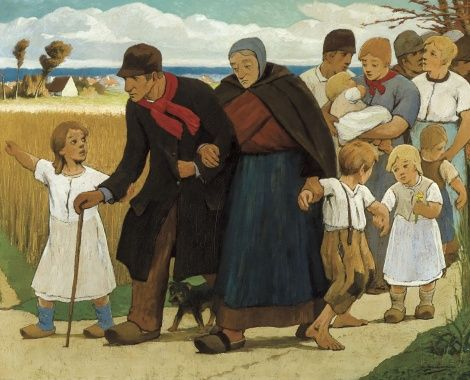
Der Familienspaziergang, 1916

Die Kunst half Laermans, seine Isolation zu überwinden, auch wenn ihm die Konversation schwer fiel. Er freundete sich mit Sander Pierron an und war eine Zeit lang Mitglied der Brüsseler Künstlervereinigung La Patte de Dindon. 1922 wurde er Mitglied der Königlich-Flämischen Akademie der Wissenschaften und Künste. Trotz einer Augenoperation verschlechterte sich sein Sehvermögen im Alter von 45 Jahren, so dass er 1924 die Malerei aufgeben musste. Im folgenden Jahr hatte er eine Abschiedsausstellung in der Galerie Georges Giroux. Er sagte: „Ich bin moralisch schon lange tot, ich bin kein Laermans mehr, ich kann nicht mehr malen.“
1927, im Todesjahr seiner Mutter, wird er zusammen mit James Ensor von König Albert I. geehrt und zum Baron ernannt. Sein Wahlspruch lautete: „Heureux qui sait voir.“ (Glücklich, wer sehen kann). Er erblindet vollständig, zieht sich zurück und beginnt zu vereinsamen. Er starb am 22. Februar 1940, nachdem er 13 Jahre in Dunkelheit und Untätigkeit verbracht hatte, fast völlig vergessen von der Kunstwelt.

## Laermans Mauer

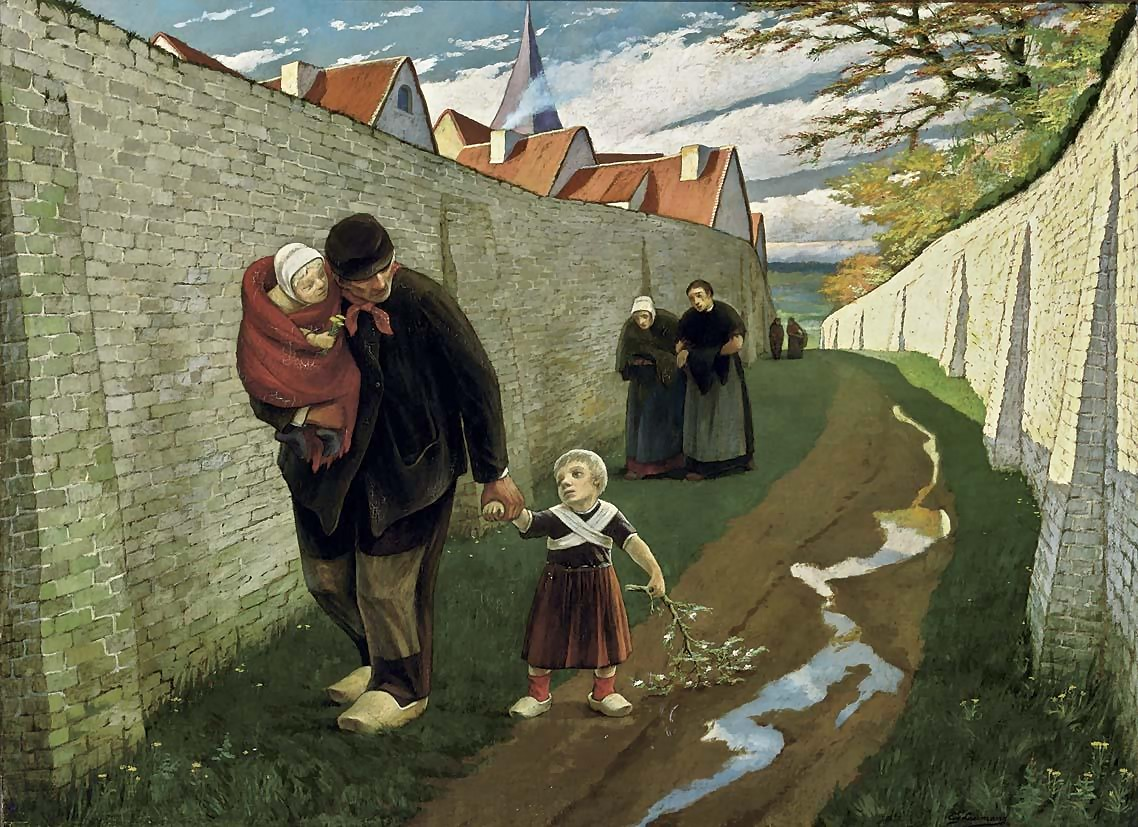
Het karrenspoor aus dem Jahr 1899 zeigt die Mauer

In der Dr.-Folletlaan in Wemmel, zwischen dem alten Pfarrhaus und der St. Servaas-Kirche, steht eine weiß gestrichene Mauer, die oft auf seinen Gemälden zu sehen ist. Die Mauer trägt den Namen des Malers. Während eines kurzen Aufenthalts als Student sah er, wie ein Ertrinkender in der Nähe an Land gezogen wurde. Berührt von diesem Ereignis stellte er später diese Mauer in seinen Gemälden dar.